# Поградец (округ)

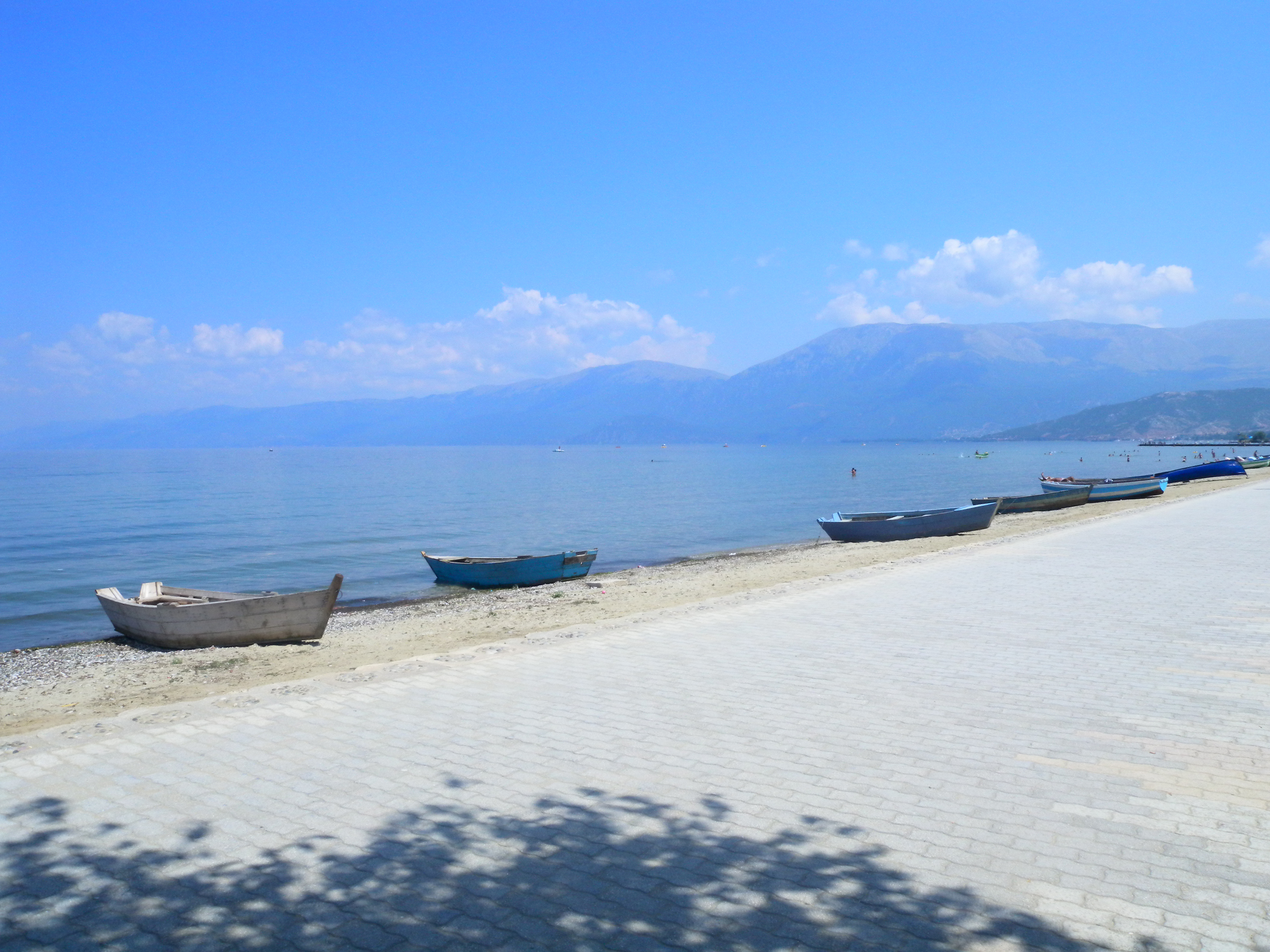
Побережье у г. Поградец

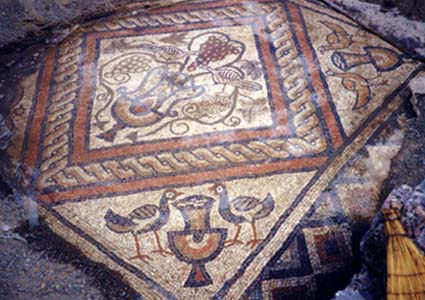
Мозаики древней церкви в Лине

Погра́дец (алб. Rrethi i Pogradecit) — один из 36 округов Албании, расположенный на востоке страны.
Округ занимает территорию 725 км² и относится к области Корча. Административный центр — город Поградец.
Половина населения исповедует ислам (сунниты и бекташи), оставшаяся часть — православные либо атеисты.

## Географическое положение
Округ Поградец расположен на берегу Охридского озера, противоположный берег озера принадлежит Республике Македония. В южной части озера лежит город Поградец, за ним начинается небольшая равнина. Озеро находится на высоте 695 м над уровнем моря и окружено горами, достигающими 1500 м, а на юго-востоке горы Mali i Thatë поднимаются на высоту 2287 м. Границы округа проходят по хребтам окружающих озеро гор. Только к западу от города Поградец граница идёт по разветвлённому верхнему течению реки Шкумбини. На крайнем юго-западе округа в горах Мокра (Mokra) находится высочайшая точка округа: гора Mali e Vallamarës (2373м).
При социализме в округе добывались никель, бурый уголь и хром. Особенно важное значение имел рудник «Красный камень» (Gur i kuq) в 3 км севернее Поградца, одно из важнейших рудно-никелевых месторождений Европы. В 1994 году добыча полезных ископаемых из-за нерентабельности была прекращена. О былых временах напоминают горы отвалов (350 000 т), остатки зданий на склоне холма и перевалочная станция на берегу озера. Экологическая система озера до сих пор страдает от промышленных стоков тяжёлых металлов.
Экология является важной проблемой. Через привлечение иностранных инвестиций ведется строительство очистных сооружений Охридского озера, кроме того, под угрозой находится эндемический вид охридской форели (алб.  коран).

## История
В местечке Лин, расположенном на римской Эгнатиевой дороге, были найдены предметы римской эпохи. Название «Поградец» имеет славянскую этимологию. На том же месте крепость построили и иллирийцы. Ещё одним памятником времён иллирийцев являются царские гробницы в Сельце и Поштме, датируемые IV веком до н. э. Недалеко от них находится мост Голику через реку Шкумбини, построенный османами в XVII веке.
В 1924 году округ Поградец лишился небольшой части своей территории. Ахмет Зогу, бывший тогда премьер-министром Албании, передал лежавший прямо на границе монастырь Святого Наума Охридского Югославии, теперь это территория Македонии.

## Экономика и промышленность
Поградец всегда был и остаётся курортом. Хотя он расположен не на побережье, его тёплый климат привлекает сюда туристов. Восточнее Поградца большой отрезок берега занимали дачи партийной номенклатуры Энвера Ходжи. Охридское озеро известно чистотой своих вод и красотой окружающей природы, горными пейзажами и песчаными пляжами. Это самый глубокий пресный водоем на Балканах.
По берегу озера, особенно в небольшой деревушке Tushemisht, в 5 км от Поградца, построено несколько гостиниц и ресторанов.

## Достопримечательности
- Раннехристианская церковь и мозаики в деревне Лин, к северу от Подградца;
- Целебные источники и Парк лебедей в Дрилоне, 5 км от Поградца;
- Османский мост Голику;
- захоронения иллирийских царей в местечке Нижняя Сельца.

Подградец может представлять интерес и для гурманов. Это обилие блюд из рыбы в местных ресторанах, прежде всего из знаменитой охридской форели, а также местные вина и крепкая рака.

## Транспорт
В социалистические времена до рудника «Красный камень» была проложена железная дорога, соединявшая округ с долиной Шкумбини через самый длинный туннель Албании. Сейчас раз в день здесь ходят поезда албанской железной дороги. От рудника от Поградца приходится добираться на автобусах.
В хорошем состоянии находится дорога из Эльбасана в Центральной Албании до перевала Qafa e Thanës на границе округа западнее Лина, относящаяся к Панъевропейскому коридору VIII, а также её продолжение через Поградец в Корчу. Благодаря двум пограничным переходам в Лине и в Tushemisht на границе с Македонией округ хорошо соединён с соседними странами.

## Административное деление
Округ Поградец состоит из города Поградец и семи общин: Buçimas, Черава (Çërrava), Dardhas, Hudenisht, Proptisht, Требинья, Velçan.